# Unicum

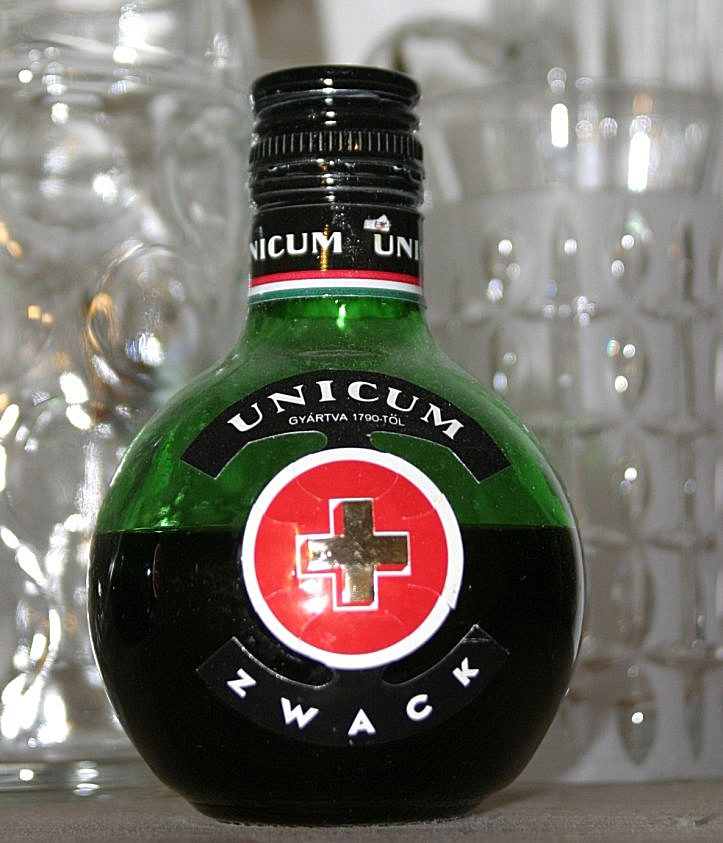
Botella de Unicum.

Unicum es un licor de hierbas (bíter) muy popular en la cocina húngara, servido como digestivo o como aperitivo. A pesar de tratarse de una única marca comercial, se considera una de las bebidas nacionales del país magiar. A menudo, los húngaros lo consumen como medicamento para luchar contra el resfriado.

## Características
El sabor del unicum recuerda al Jägermeister original, pero es mucho más terroso y menos dulce. Recientemente Zwack ha lanzado otro producto denominado Unicum Next, que es una bebida más ligera con tonos afresados. El mercado objetivo es el femenino, así como los paladares de Europa occidental.

## Historia
De acuerdo con la leyenda, la bebida fue presentada por un ancestro fundador de la empresa Zwack al Kaiser José II de Habsburgo, que al probarlo mencionó "Das ist ein Unikum!" ("Esto es realmente único!"). 
En 1840, la familia Zwack (convertida al catolicismo aunque de origen judío) estableció la primera fábrica de su licor en Pest. El licor es producido hoy en día por la misma empresa (Zwack) siguiendo una fórmula secreta y sólo conocida por los miembros del linaje Zwack que incluye más de 40 hierbas envejecidas en viejos barriles de roble. 
Pasada la II Guerra Mundial y con la implantación del régimen comunista en Hungría, la fábrica de Zwack fue nacionalizada y sus propietarios se exiliaron en los EE. UU., llevándose con ellos la receta. Durante este tiempo el Unicum fue producido con una fórmula diferente, de calidad mucho más baja y sin derechos de exportación, pues la familia Zwack consiguió ganarle al estado sus derechos sobre la marca.
En 1989, con la caída del régimen comunista, Péter Zwack vuelve a Hungría e inicia de nuevo la producción con la fórmula original de Unicum.